# Маттео Фіоріні
Маттео Фіоріні (італ. Matteo Fiorini; серпень 1827 Феліццано, Алессандрія — 14 грудень 1901, Болонья) — італійський математик, географ і картограф.

## Життєпис
Вивчав математику і інженерні науки в Туринському університеті, який закінчив в 1848 році; робота на здобуття докторського ступеня стосувалася землеустрою. У 1860 році став професором геодезії в університеті Болоньї, зберігши цю посаду до кінця життя. Був членом Туринської академії наук.
Як учений, спеціалізувався головним чином на картографії, написавши низку наукових робіт. Свого часу вважався одним з найбільших і шанованих італійських географів-практиків. Найбільш відомі праці — «Gerardo Mercatore e le sua carte geografiche» (Болонья, 1889) і «Le sfere cosmografiche especialmente le sfere terrestri» (Рим, 1894).